# 史铁生
史铁生（1951年1月4日—2010年12月31日），北京人，中国当代作家，电影编剧，北京作家协会副主席、驻会作家，中国作家协会第五、六、七届全国委员会委员，中国残疾人作家协会副主席。
史铁生年轻时就双腿瘫痪，后又患上尿毒症，需靠透析维持生命，自称是“职业是生病，业余在写作”。
著有长篇小说《务虚笔记》《我的丁一之旅》，短篇小说集《命若琴弦》，散文集《我与地坛》《记忆与印象》《扶轮问路》等。《我的遥远的清平湾》《奶奶的星星》分别获1982年、1983年全国优秀短篇小说奖，《老屋小记》获首届鲁迅文学奖，长篇随笔《病隙碎笔》获第三届鲁迅文学奖及华语传媒大奖2002年年度杰出成就奖。

## 生平
1951年1月4日生于北京。父亲史耀琛，北京农业大学林学系，毕业后曾赴中国东北地区工作，母亲在北京林学院工作。铁生从小跟奶奶生活。
1964年毕业于东城区王大人胡同小学，1967年毕业于清华大学附属中学。
1969年1月13日18岁时上山下乡运动展开，自愿到陕北延安农村插队。
1969年4月因腰腿病返京治病，6月回村，生产队照顾他，让他担任饲养员，放牛喂牛。
1971年9月，史铁生腰疼加重，回北京治病。
1972年1月5日住北京友谊医院，一年有半，治疗结束之时即其轮椅生涯开始之日。
1974年23岁时到某街道工厂做工，1981年因患肾病回家疗养。后从事写作。
1979年发表第一篇小说《法学教授及其夫人》。《我的遥远的清平湾》和《奶奶的星星》分获1982年、1983年全国优秀短篇小说奖。小说《老屋小记》获首届鲁迅文学奖。
1998年被确诊为尿毒症，需隔日透析以维持生命，其经费主要由中国作协和北京市负担。
2002年获华语文学传媒大奖年度杰出成就奖。同年《病隙碎笔》（之六）获首届“老舍散文奖”一等奖。
2009年荣获首届残疾人“绽放文学艺术成就奖”。
2010年12月31日凌晨3点46分，史铁生因突发脑溢血在北京宣武医院去世。根据他的遗愿，不举行遗体告别仪式，器官捐献给医学研究。31日凌晨6时许，其肝脏已移植给天津的一位病人。

## 作品
- 1979年：短篇小說《愛情的命運》、《法学教授及其夫人》
- 1980年：短篇小說《午餐半小時》、短篇小說《我們的角落》（又名《沒有太陽的角落》）
- 1981年：
  - 短篇小說《綠色的夢》、《神童》
  - 散文《秋天的怀念》
  - 小說《樹林里的上帝》
- 1982年：短篇小說《在一個冬天的晚上》、《黑黑》
- 1983年：
  - 短篇小說《我的遥远的清平湾》（獲當年的全国优秀短篇小说奖和青年文學獎）、《白色的紙帆》、《夏天的玫瑰》、《巷口老樹下》
  - 創作談《几回回夢里回延安》
- 1984年：
  - 中篇小說《山頂上的傳說》、《關於詹牧師的報告文學》44
  - 短篇小說《奶奶的星星》（獲本年度作家文學獎和全國優秀短篇小說獎）、《足球》、《春夏秋冬》、《老人》
- 1985年：
  - 短篇小說《來到人間》（獲三月風金杯獎）、《命若琴弦》
  - 散文《合歡樹》
  - 小說集《我的遥远的清平湾》（北京出版社）
- 1986年：
  - 中篇小說《插隊的故事》
  - 短篇小說《毒葯》（獲上海文學獎）、《我之舞》
  - 創作談《隨想與反省》
- 1987年：
  - 中篇小說《禮拜日》
  - 短篇小說《車神》
  - 小說集《史铁生——现代中国文学选集》（日本德间书店）
- 1988年：
  - 中篇小說《原罪。宿命》、《一個謎語的幾種簡單的猜法》
  - 創作談《答自己問》（獲作家評論獎）、《自言自語》
  - 小說集《禮拜日》（華夏出版社）、《我的遥远的清平湾》（台版和日版）
- 1989年：
  - 短篇小說《小說三篇》
  - 散文《文革記愧》
- 1990年：
  - 短篇小說《鐘聲》
  - 散文《好運設計》
- 1991年：
  - 散文《我與地壇》[12]、《我二十一歲那年》
  - 小說集《命若琴弦》（江蘇文藝出版社）
- 1992年：
  - 中篇小說《中篇1或短篇4》
  - 散文《黃土地情歌》、《相逢何必曾相識》、《散文三篇》、《隨筆十三》
  - 散文集《自言自語》（廣東旅遊出版社）
  - 英文版小說集《命若琴弦》（中國文學出版社）
- 1993年
  - 短篇小說《第一人稱》
  - 論集《我与地坛》（中国社会科学出版社）
- 1994年：短篇小說《別人》
- 1995年：
  - 關於一部《以電影作舞台背景的戲劇之設想》
  - 散文集《好运设计》（春风文艺出版社）
- 1997年：長篇小說《務虛筆記》（獲上海市長篇小說獎）
  - 2010《务虚笔记》绘画评点本，作家出版社
- 1998年：長篇小说《老屋小记》（获首届鲁迅文学奖和北京市文學藝術獎）
- 1999年：短篇小說《死國幻記》
- 2000年：短篇小說《兩個故事》
- 2001年：
  - 散文集《对话练习》（时代文艺出版社）
  - 小說集《往事》（中国青年出版社）
- 2002年：
  - 長篇隨筆集《病隙碎筆》陕西师范大学出版社（獲傳媒文學杰出成就獎，其中《病隙碎筆5》獲老舍散文獎）
- 2004年：散文集《記憶與印象》（北京十月文藝出版社）
- 2005年：《病隙碎筆》（獲第三届鲁迅文学奖）
- 2006年：
  - 長篇小說《我的丁一之旅》
  - 综合集《史铁生自选集》（海南出版社）
- 2010年：
  - 隨筆集《扶轮问路》（人民文学出版社）
  - 論集《妄想电影》（人民文学出版社）
- 2013年：
  - 小说《男人、女人、残疾人》（武汉大学出版社）。由史铁生与陈放、刘树生、甘铁生、刘树华、晓剑五人在1980年代中期共同创作。小说原稿由晓剑保存，但因各种原因，长期未能出版[13]。
- 2014《我在》国际文化出版公司

文集
- 《史铁生系列》（全6册）2008人民文学出版社
- 《史铁生文集》（全5册）2016湖南文艺出版社
- 《史铁生全集》（12卷本）2016北京出版社
- 《史铁生作品全编》（10卷本）2016人民文学出版社

## 主題思想
史鐵生許多小說有強烈的自傳要素，如中篇小說《宿命》就是作者的精神自傳；他有強烈的宗教情懷，甚至精深的宗教哲學:140、147，在作品中思索人的救贖需要和終極關懷，追尋上帝，反映世人以意識形態名義推翻親情滅絕愛心，甚至背叛自己的良心和信仰，為了利益而放棄信仰，例如《文革記愧》一篇，記述公安發現了一篇在朋友間傳抄的地下小說，「我」在公安尚未上門時，就決定背叛朋友:138-139。命運出於無法窮詰的偶然性，世間萬物只有不合理的混亂；人在這個充滿殘酷不公的世上，是被任意擺佈的孤兒:140-141。「（神的）仁慈在於，只要你往前走，他總是給你路。」《務虛筆記》記錄了一個尋找神性卻未能企及的痛苦心靈，並批判功利主義，也否定民間氣功風水作為一種尋求超越的可能途徑:144-146。

## 地位
1980年代，史鐵生是「知青情結」的第一個代言人，作品大受歡迎和推崇，是中國文學界的中堅人物，以真誠著稱，也被先鋒派作者奉為精神領袖:135-136。1995年發表的長篇小說《務虛筆記》是中國文學中第一部真正的宗教哲理小說，有里程碑的意義，但此書反應零落，似乎讀者不多:145、135。

## 衍生作品
电影《边走边唱》（陈凯歌导演）